# Raimundo Possidônio Carrera da Mata
Raimundo Possidônio Carrera da Mata (Icoaraci, 31 de março de 1954) é um bispo católico brasileiro. É bispo de Bragança do Pará.

## Biografia
Raimundo Possidônio Carrera da Mata nasceu em 31 de março de 1954, no distrito de Icoaraci, em Belém do Pará. Fez seus estudos fundamentais em sua cidade natal, concluindo-os no seminário São Pio X (seminário menor da arquidiocese de Belém), onde ingressou em 1968. Estudou o clássico no seminário redentorista Santíssimo Redentor (1970-1972).
Cursou Filosofia e Teologia no Instituto de Pastoral Regional (IPAR), no período de 1973 a 1978. Foi ordenado diácono em 7 de junho de 1976. Nesse período, exerceu as funções de auxiliar da formação do seminário São Pio X. Sua ordenação sacerdotal ocorreu em 24 de junho de 1978.
Possui especialização em História da Igreja na América Latina, pela Pontifícia Universidade Católica de São Paulo (1982), mestrado em História Eclesiástica pela Pontifícia Universidade Gregoriana, em Roma (1987). Iniciou o Doutorado, não concluído, em História da Igreja (2000).
Lecionou, em 1982, no Instituto de Pastoral do Regional (IPAR) Norte 2 e depois no seminário maior Nossa Senhora da Conceição da arquidiocese de Belém, com ensino nas áreas de História da Igreja do Brasil, América Latina e mundial,  História da Igreja na Amazônia, História das Religiões e Ecumenismo. Assessora diversos cursos nas áreas da religiosidade, catolicismo popular e catequese. Foi assessor de assembleias diocesanas do Regional Norte II e vice-diretor do IPAR. Atua como professor na Faculdade Católica de Belém - FACBEL. Também é autor de artigos publicados em revistas científicas.
De 1994 a 1999, foi diretor do seminário maior Nossa Senhora da Conceição. Também exerceu a função de cerimoniário da arquidiocese de Belém de 1989 a 2009. De abril de 2009 a março de 2010, foi administrador diocesano da arquidiocese de Belém. Recebeu o título oficial de monsenhor em 2010. A partir de 2004 foi vigário geral da Arquidiocese de Belém, onde também exerceu, de 2004 até fevereiro de 2020, a função de coordenador de Pastoral.
Exerceu funções de pároco em diversas paróquias da arquidiocese como: Santo Antônio do Coqueiro (1980/85), paróquia Nossa Senhora de Fátima em Icoaraci (1987/88), primeiro pároco da paróquia Nossa Senhora Rainha da Paz (1988/92) e primeiro pároco da paróquia Nossa Senhora da Conceição do Outeiro e Ilhas Adjacentes (1994/1999). Foi administrador paroquial de Sant’Ana (2000/2001), voltando a administrar a paróquia da Conceição em Outeiro (2001/2002). Foi pároco da paróquia São Joao Batista e Nossa Senhora das Graças (2002/2011) e em Nossa Senhora de Fátima entre de 2011 até 14 de fevereiro de 2020.
Participou como assessor de diversos encontros inter-regionais da Igreja na Amazônia (Manaus, 1997;  Manaus, 2007;  Santarém, 2012; I Encontro da Igreja na Amazônia Legal, 2012; II Encontro da Igreja Católica na Amazônia Legal, 2016;  e do  III Encontro dos Bispos na Amazônia Legal, 2018.
Colaborou com a Comissão Episcopal para a Amazônia (CEA) da Conferência Nacional dos Bispos do Brasil (CNBB). Participou da Comissão organizadora do Mutirão para a Igreja na Amazônia (Brasília, 2005) e da criação da Rede Eclesial Pan-Amazônica (Repam, 2014). Participou da Comissão da CNBB que elaborou as Diretrizes para a Formação dos Presbíteros da Igreja no Brasil, em 2019. Também participou do processo do Sínodo para a Amazônia (reuniões e assembleias preparatórias, elaboração do Instrumentum Laboris e, durante o Sínodo em Roma, da elaboração do Documento Final).
Nomeado bispo coadjutor de Bragança do Pará em 16 de março de 2022, Raimundo Possidônio foi ordenado Bispo na Igreja São João Batista e Nossa Senhora das Graças, em Icoaraci, em 23 de abril de 2022 por Gilberto Pastana de Oliveira, Arcebispo de São Luís do Maranhão, e co-ordenado por Alberto Taveira Corrêa, Arcebispo de Belém e Jesús María Cizaurre Berdonces, Bispo de Bragança.
Dom Raimundo tomou posse na Diocese em 30 de abril de 2022. Em 2023, foi nomeado presidente da Fundação Educadora de Comunicação (FEC) da diocese. Em 15 de maio de 2024, sucedeu como novo bispo diocesano.